# 福岡西鉄タクシー
福岡西鉄タクシー株式会社（ふくおかにしてつタクシー）は、福岡県福岡市に本社を置く西日本鉄道系列（西鉄グループ）のタクシー会社である。小型および中型のタクシーを所有し、福岡市内に2つの営業所を持つ。また、貸切バス事業を行っているほか、2015年12月より乗合事業も行っている（後述）。

## 沿革
- 1957年（昭和32年）8月27日 日米モータース（現在の西鉄エム・テック）のタクシー部門を分離して福岡タクシーを設立（営業開始は同年9月1日）
- 1961年（昭和36年）6月1日 福岡西鉄タクシーに改称
- 1962年（昭和37年）9月1日 舞鶴タクシー、平和タクシーを吸収合併
- 1963年（昭和38年）5月 太陽タクシー、スタータクシーを買収
- 1967年（昭和42年）7月21日 太陽タクシーを吸収合併
- 1999年（平成11年）2月12日 100%出資子会社東福岡西鉄タクシーを設立。
- 2012年（平成24年）7月1日 IC乗車券nimocaを導入
- 2013年（平成25年）12月1日 東福岡西鉄タクシー株式会社を吸収合併。
- 2015年（平成27年）
  - 7月1日 （旧）福岡西鉄タクシーを存続会社として（旧）北九・久留米・柳川の西鉄タクシー3社を吸収合併。（旧）福岡西鉄タクシーは中間持株会社「西鉄タクシーホールディングス」となり、（新）福岡西鉄タクシー・北九西鉄タクシー・久留米西鉄タクシー・柳川西鉄タクシーの事業子会社4社を会社分割の方式で設立[2]。（旧）福岡西鉄タクシーの100%出資子会社であった宗像西鉄タクシーは西鉄バス宗像の子会社化[3]。
  - 12月7日 路線バス事業に参入、橋本駅循環ミニバスを運行開始[4]。
- 2016年（平成28年）
  - 6月18日 - 貸切バス事業に参入[5]。
  - 12月1日 - はかたタクシーより二日市支店の車両や営業所などの譲渡を受ける[6]。
- 2017年（平成29年）7月1日 西日本鉄道が西鉄タクシーホールディングスを吸収合併。親会社が西日本鉄道に異動[7]。

## 所有車両
小型車
170台を保有し、大半の車両がトヨタ・コンフォートである。カラーリングは黒一色とオレンジ色＋クリーム色のツートン色の2種類であるが、例外として2001年に劇団四季のミュージカル「ライオンキング」の公演に合わせて「ライオンキング・タクシー」（黄一色にライオンキングのロゴ）という塗色を施したことがある。
黒一色の塗装は1990年、小型タクシー車両のクラスアップの動きでトヨタ・マークIIおよびマツダ・カスタムキャブを導入した際に採用したもの。それ以前はオレンジ＋クリーム色のツートン塗装のトヨタ・コロナを使用していた。1992年からはオレンジ＋クリーム色のツートン塗装のマークIIも導入している。
社名表示灯の意匠は1996年以前に使用されていた西鉄の旧社紋と同一である。
2011年2月14日より、日産・リーフが導入され運行開始している。料金は小型車料金とされている。
はかたタクシーからの事業譲受に伴い、同社が保有していた日産・クルーやトヨタ・プリウスを引き継いでいる。
中型車
トヨタ・クラウン9台、日産・セドリック2台を持つ。カラーリングは黒一色のみ。
貸切車
2016年より参入した貸切バス部門については、同年に定員28名＋運転士のマイクロバスなどを導入している。

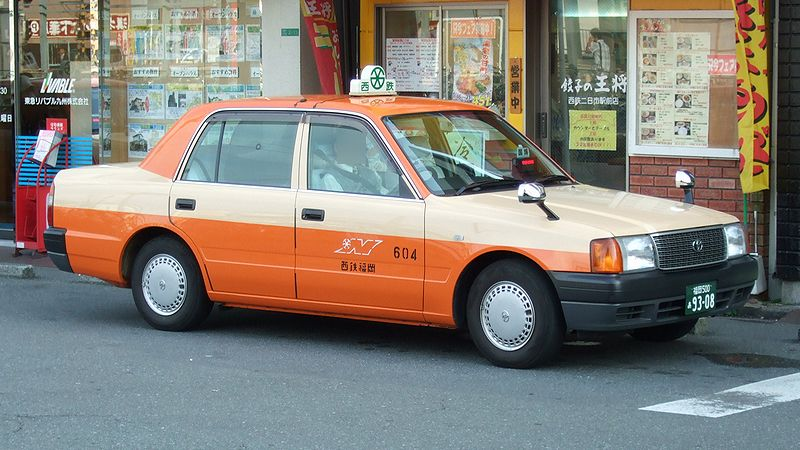
福岡西鉄タクシーの小型車
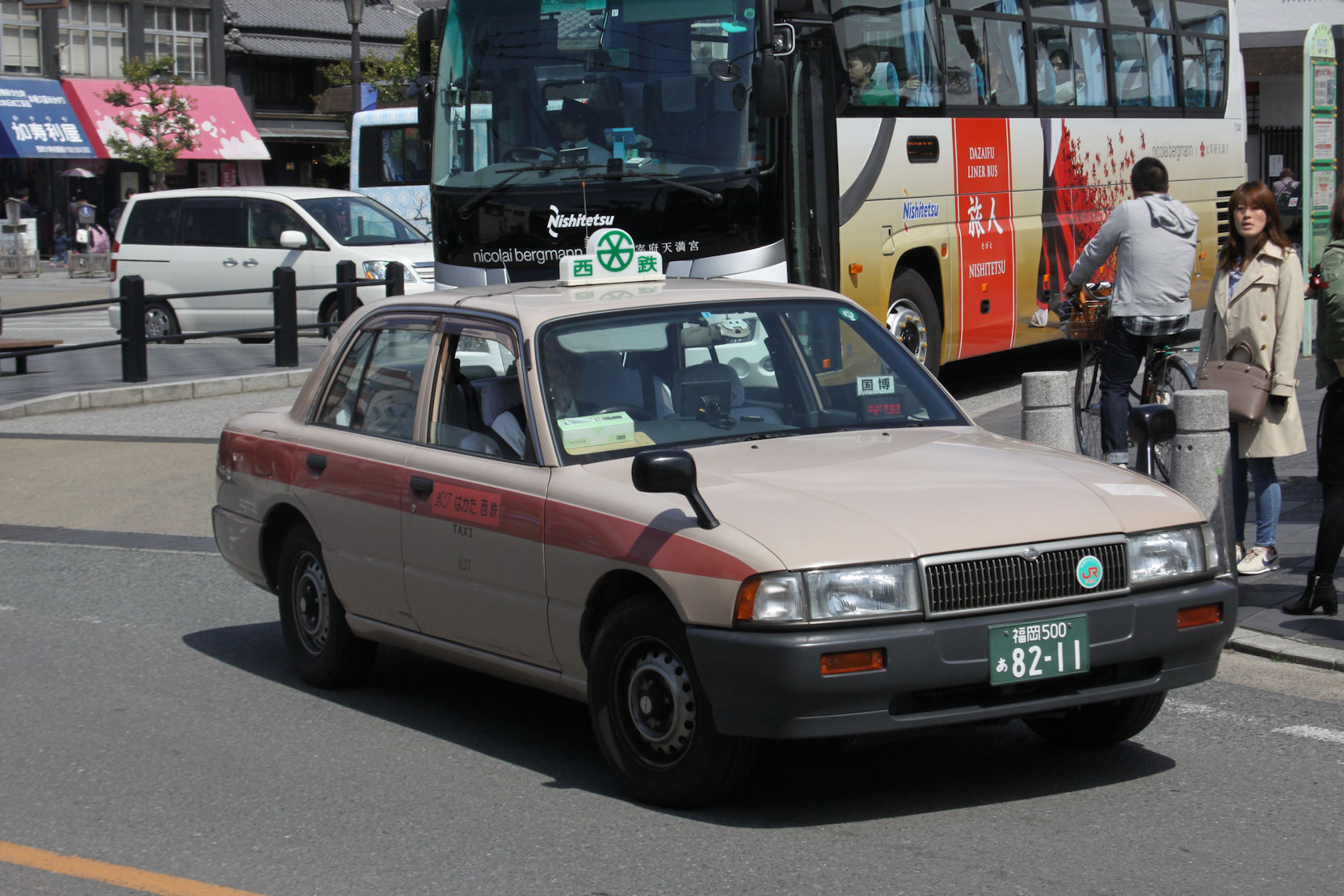
はかたタクシーからの継承車・日産・クルー　福岡西鉄タクシー623（二日市営業所所属）

## 営業所
- 西（西区拾六町2丁目13-17）
- 大楠（南区大楠1丁目25-15）
- 二日市（筑紫野市二日市南3丁目2-6）

## 専用乗場
福岡市中央区天神に2箇所、自社専用のタクシー乗場がある。
- ソラリア西鉄ホテル1階
- ソラリアターミナル4階（駐車場フロア）

## 禁煙車
2008年（平成20年）3月1日から、所有する全車両を禁煙タクシーとしている。

## その他の西鉄グループのタクシー事業者
- 久留米西鉄タクシー - 久留米市・小郡市・柳川市・鳥栖市を営業エリアとする。
- 宗像西鉄タクシー - 宗像交通圏（宗像市・福津市）を営業エリアとする。
- スピナ - 北九州交通圏。予約制ハイヤー・ジャンボタクシーのみ。
- 北九西鉄タクシー - 北九州市と周辺部（北九州交通圏）を営業エリアとしていたが2025年6月1日付で撤退。会社はバス事業を中心として存続。

以下はすでに解散した事業者
- 東福岡西鉄タクシー（関門急行バス→九州観光バスへ譲渡→分離）
- 西鉄三和タクシー
- 大川西鉄タクシー
- 大牟田西鉄タクシー
- 佐賀西鉄タクシー
- 日田西鉄タクシー

## 橋本駅循環ミニバス
2015年12月7日より、福岡市地下鉄七隈線橋本駅周辺部を循環するバスの運行を開始した。運行開始当初は路線バスであったが、2017年12月1日より乗合タクシー（定時定路線）形態に移行した。2020年6月1日をもって路線を廃止し、オンデマンドバス「のるーと」に転換された。